# Geminello Alvi
Geminello Alvi (né le 24 août 1955  à Ancône) est un économiste et un essayiste italien.

## Œuvres
- Due scritti eterodossi sulla scienza in economia e la sua storia, Ancône, Université d'Ancône, Département d'économie, 1985.
- Le seduzioni economiche di Faust, Milan, Adelphi, 1989.  (ISBN 9788845906817).
- Dell'estremo Occidente: il secolo americano in Europa: storie economiche 1916-1933, Florence, M. Nardi, 1993.  (ISBN 88-7964-009-7). Traduction française:  Le siècle américain en Europe, Paris, Grasset, 1995.  (ISBN 2246482119).
- Uomini del Novecento, Milan, Adelphi, 1995.  (ISBN 9788845911439).
- Il Secolo Americano, Milan, Adelphi, 1996.  (ISBN 9788845912580).
- Vite fuori del mondo, Milan, Mondadori, 2001.  (ISBN 88-04-49723-8).
- Ai padri perdóno. Diario di viaggio, Milan, Mondadori 2003.  (ISBN 9788804518587).
- L'anima e l'economia, Milan, Mondadori, 2005.  (ISBN 88-04-53943-7).
- Una repubblica fondata sulle rendite. Come sono cambiati il lavoro e la ricchezza degli italiani, Milan, Mondadori, 2006.  (ISBN 88-04-55722-2).
- La vanità della spada. Vita e ardimenti dei fratelli Nadi, secondo gli appunti di Miss Lisbeth Maples e gli scritti di loro medesimi, Milan, Mondadori, 2008.  (ISBN 9788804573630).
- Il Capitalismo. Verso l'ideale cinese, Venise, Marsilio, 2011.  (ISBN 9788831710107).
- La Confederazione italiana. Diario di vita tripartita, Venise, Marsilio, 2013.  (ISBN 9788831715669).

## Source de la traduction
- (it) Cet article est partiellement ou en totalité issu de l’article de Wikipédia en italien intitulé « Geminello Alvi » (voir la liste des auteurs).